# Secteur privé
En économie, on parle généralement de secteur privé pour décrire la partie d'une économie où l'État n'intervient pas ou peu. On l'oppose au secteur public qui est principalement dirigé par l'État.
On trouve dans le secteur privé :
- les entreprises privées ;
- les banques à capitaux privés ;
- l'économie sociale, dont les mutuelles, les coopératives et les associations ;
- les organisations non gouvernementales.